# Ubinomyia cardinalis
Ubinomyia cardinalis är en tvåvingeart som beskrevs av Boris Mamaev 1990. Ubinomyia cardinalis ingår i släktet Ubinomyia och familjen gallmyggor. Inga underarter finns listade i Catalogue of Life.